# Critique de l'économie politique
Critique de l'économie politique (Zur Kritik der politischen Ökonomie) est un ouvrage de Karl Marx publié en 1859. Il forme l'ébauche de son principal ouvrage, Le Capital : critique de l'économie politique, dont le premier livre est publié en 1867. 

## Présentation générale
La Critique de l'économie politique est un ouvrage préparatoire de la carrière intellectuelle de Marx. La Critique a en effet servi de base à l'écriture du Capital. On trouve dans la Critique la préface qui traite de la superstructure, et deux chapitres en commun avec cet ouvrage : l'un sur la marchandise, et l'autre sur la monnaie et la théorie quantitative de la monnaie.
La Critique est un des ouvrages fondateurs parmi les ouvrages qui critiquent l'économie en tant que discipline.